# Torre Atalaya

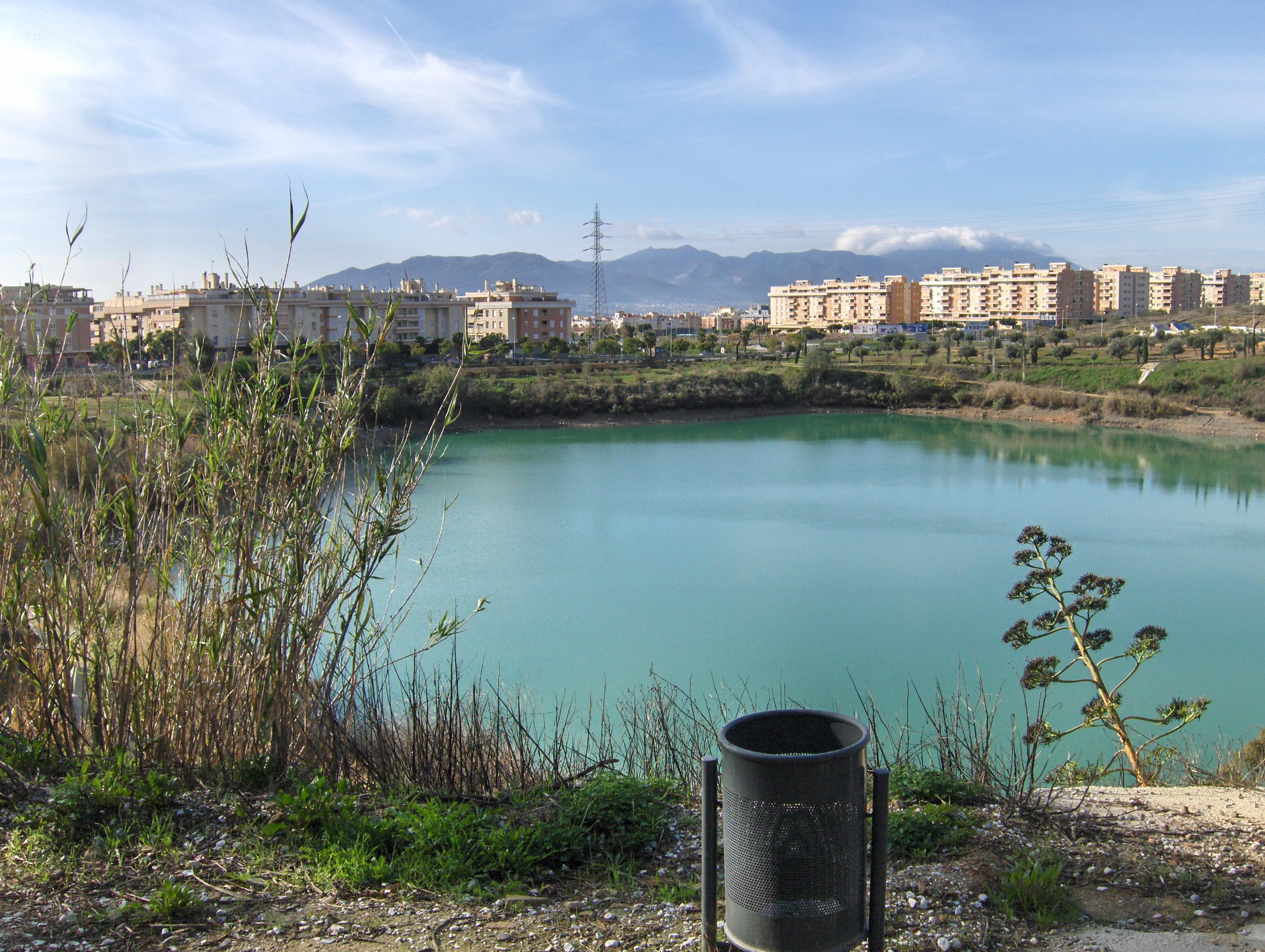
Vista desde el parque de la Laguna de la Barrera de los bloques residenciales de El Tejar (a la izquierda) y Torre Atalaya (a la derecha).

Torre Atalaya es un barrio perteneciente al distrito Teatinos-Universidad de la ciudad andaluza de Málaga, España. Según la delimitación oficial del ayuntamiento, limita al norte con los barrios de El Tomillar, Virgen del Carmen y Los Ramos; al este, con El Tejar; al sur, con El Romeral y El Cónsul II; y al oeste, con Cañada de los Cardos. En 2007 tenía 3.402 habitantes.
En este barrio se encuentra el centro cultural La Caja Blanca y el campo de fútbol El Romeral. También podemos encontrarnos la Laguna de la Barrera que permanece abierta durante todo el año, no obstante tiene horario de apertura y cierre (invierno de 9:00 a 20:00 y durante la temporada estival de 11:00 a 23:00). 

## Transporte
En autobús queda conectado mediante las siguientes líneas de la EMT: 
| Línea | Trayecto                              | Recorrido | Frecuencia    |
| ----- | ------------------------------------- | --------- | ------------- |
| 8     | Alameda Principal - Hospital Clínico  | Recorrido | 13 minutos    |
| 23    | Alameda Principal - Parque Cementerio | Recorrido | 25-30 minutos |